# Sørup Kirke (Rebild Kommune)
 For alternative betydninger, se Sørup Kirke. (Se også artikler, som begynder med Sørup Kirke)
Sørup Kirke er en kirke i Sørup Sogn i Aalborg Stift. Den er godt 100 år gammel, idet dens grundstensdokument blev lagt 14. august 1905 af biskop A.S. Poulsen, Viborg Stift, og den indviedes palmesøndag 1906. Den blev tegnet af arkitekt Hans Vejby Christensen og opførtes i røde mursten med rødt tegltag og var uden tårn (dvs. en såkaldt kullet kirke) og hed fra opførelsen Sørup Kapel. Den var dog forsynet med et spir, hvori var ophængt en mindre kirkeklokke, støbt hos De Smithske Jernstøberier i Aalborg.
På alteret stod først et kors med et blåt klæde som baggrund, men nu hænger der et krucifiks over alteret, skænket af biskop Poulsen og tegnet af billedhuggeren V. Fjeldskov.
I 1948 udskiftedes kirkens gulv, og der installeredes elvarme som erstatning for den tidligere kakkelovn. Kirken fik sit første orgel omkring 1918, og det udskiftedes med et større i 1961. Et nyt orgel med piber installeredes i 1990-erne.
Kirken ombyggedes i 1952, hvor der opførtes et kirketårn med en ny indgang til kirken. En lokal lærerinde skænkede en ny kirkeklokke og en syvarmet lysestage til alteret skænkedes også af lokale beboere.
I 1995 opførtes et nyt hus ved siden af kirken med redskabsrum, toilet, mødelokale og kontor.
Kirken har 100 siddepladser i kirkerummet, og yderligere 40 kan sidde på kirkens loft.

## Tidligere kirke
Ifølge skriftlige kilder fandtes der i 1464 en kirke i Sørup, beliggende lidt nordvest for den nuværende i et nu fredet område. Dens opførelses- og nedrivningsår er ikke kendt. Ifølge lokale sagn blev kirken opført af sten fra det nedrevne Egholm Slot – eller også var det modsat, at Egholm Slot blev opført af sten fra den nedrevne kirke. Tilhuggede kampesten fra den gamle kirke blev i 1868 hentet på kirketomten og benyttedes ved opførelsen af jernbanebroen over Lindenborg Å, og andre sten fra den kan ses brugt i bygninger på den lokale gård, Sørupgård.

## Galleri
- Sørup Kirke set fra vejen
- Kirkens nordside